# Hans Krell
Hans Krell (1490/95 Crailsheim – 1565 nebo 1586? Lipsko), psaný též jako Krel či Krehl, byl německý renesanční malíř – portrétista. V letech 1522 až 1526 pracoval v Praze, a později i v Budíně a Prešpurku, jako dvorní malíř českého a uherského krále Ludvíka Jagellonského (1506–1526). Vynikl jako portrétista členů královských a šlechtických rodů, což mu vyneslo dobový titul „knížecí malíř“.

## Životopisná data
Předpokládá se, že Hans Krell se vyškolil v dílně Lucase Cranacha staršího. Následně vstoupil do služeb braniborsko-ansbašského markraběte Fridricha, švagra krále Vladislava II. Jagellonského. Později pracoval i pro jeho syna Jiřího, zvaný Pobožný (1484–1543), důvěrníka českého a uherského krále Ludvíka Jagellonského. Pravděpodobně na jeho doporučení se v letech 1522–1526 Hans Krell stal Ludvíkovým dvorním malířem. Ludvík měl na malíře tolik požadavků, že jen v posledních dvou letech králova života seznam provedených prací zahrnoval osm stran zprávy určené dvoru. Po Ludvíkově smrti se Krell již nevrátil k markraběti Jiřímu, ale přesídlil do Lipska, kde je doložen v roce 1533. Od roku 1534 po nějakou dobu žil a pracovala v saském Freibergu, kde působila i jeho dílna. Později se vrací do Lipska, kde maloval na objednávku lipských radních (1551). V Krellově celoživotní tvorbě převažovala malba velkoformátových podobizen členů královských a šlechtických rodů. Malířem se později stal i jeho syn Johann Krell.

## Umělecká tvorba
Počátek tvorby Hanse Krella navazuje na práce Lucase Cranacha staršího, jenž byl vedoucí osobností saské malířské školy. Krellova raná díla proto vykazují známky provinční tvorby. Přesto již podobizny z té doby zachycují individuální rysy zobrazených osob. Typická je i barevností těchto obrazů a využití písma.

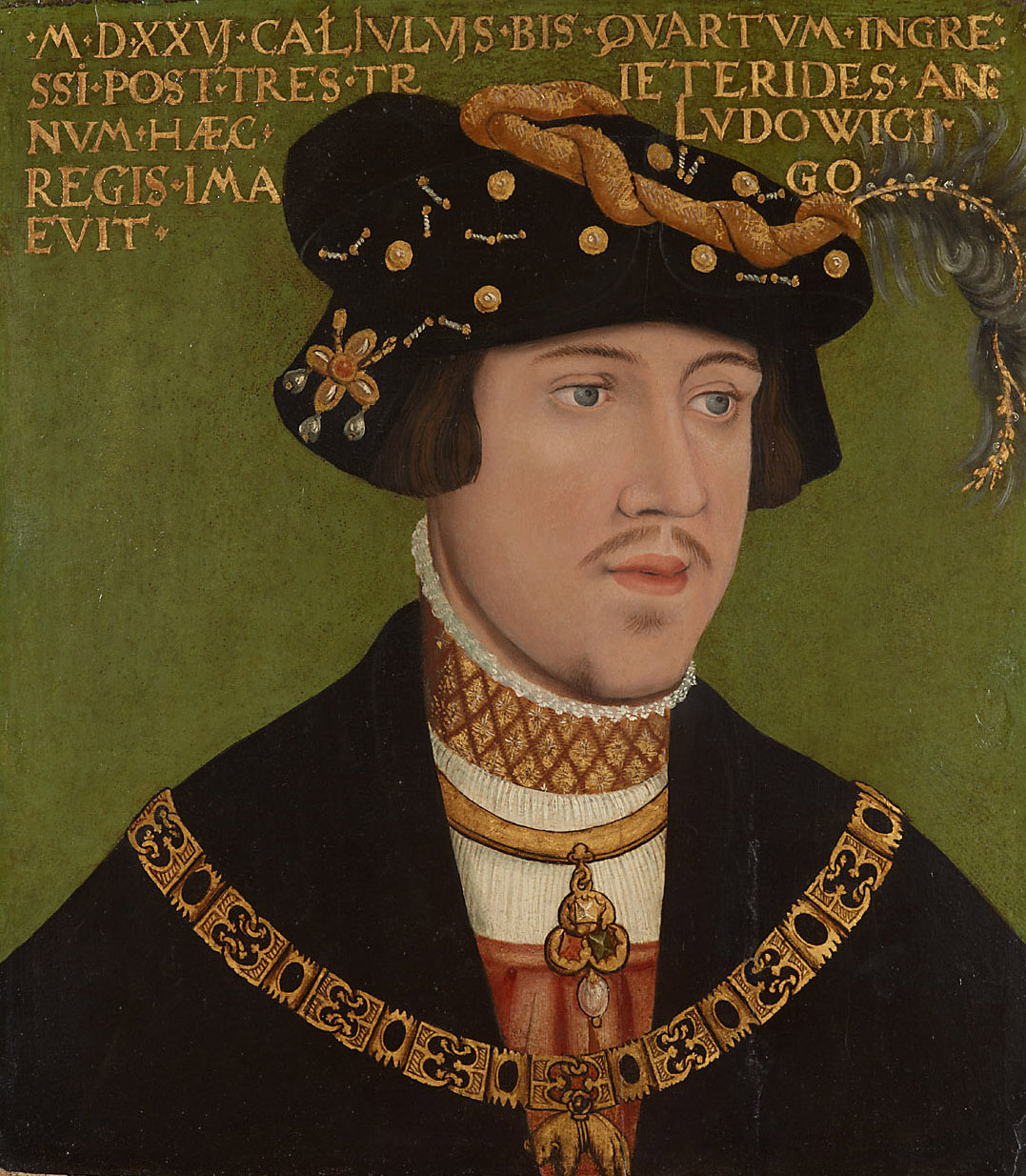
Ludvík II., český a uherský král (Hans Krell, 1526, Uměleckohistorické muzeum, Vídeň)

Dokladem toho je i jediná dochovaná podobizna tehdy dvacetiletého krále Ludvíka Jagellonského. Uvádí se, že malíř na obraze Podobizna Ludvíka Jagellonského, který namaloval v Budíně (asi 1526), zobrazil krále mladšího než ve skutečnosti vypadal. Portrét mohl sloužit jako dar určený pro cizí panovnický dvůr.

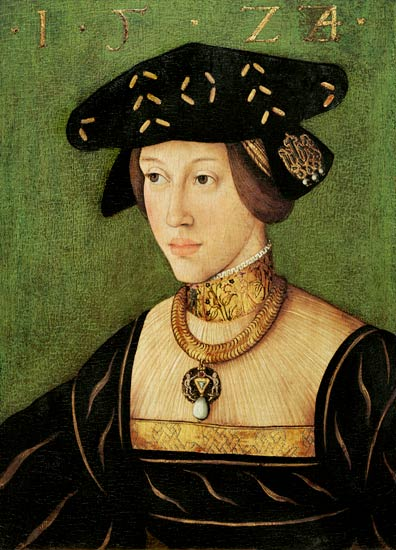
Marie Habsburská, královna česká a uherská (Hans Krell, 1522, Stará Pinakotéka, Mnichov)

Portrét Marie Habsburské, manželky Ludvíka Jagellonského, je starší než portrét krále. Na obraze je však napsáno datum 1524, kdy číslice "2" byla přepsána na "4". Hans Krell obraz namaloval u příležitostí korunovace Marie na českou královnu (katedrála sv. Víta, 1. června 1522). Obraz měl posloužit asi jako dar, stejně jako portrét manžela z roku 1526. Z dochovaných účtů lze vyčíst, že Krell pro tento účel namaloval několik různých portrétů i dvojportrétů královského páru.
K době Krellova pobytu v Praze patří také portréty příslušníků královského dvora. Příkladem může být Podobizna Jana Bezdružického z Kolovrat s datem 1522. Portrét, dochovaný v pozdější kopii, obsahuje i věk portrétovaného (24 let). Obraz nese slohové rysy rané tvorby Hanse Krella. Jan Bezdružický byl královským radou a od roku 1525 i královským podkomořím. Protože se pohyboval v nejbližším okolí krále, mohl být zpodobněn královým malířem.,

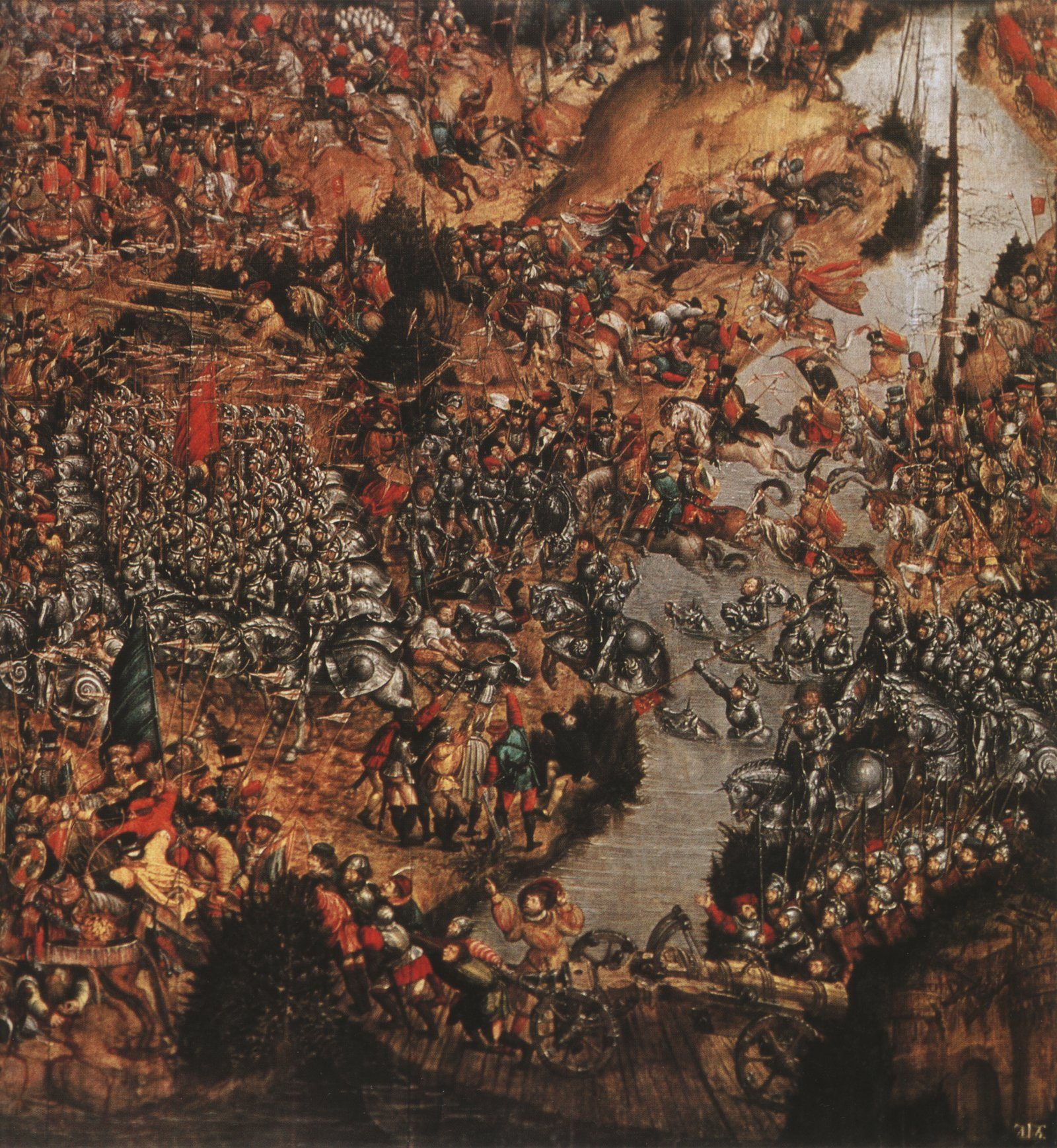
Bitva u Orše Detail obrazu, připsáno Hansi Krellovi (Národní muzeum, Varšava)

Mezi léty 1525 a 1530 pravděpodobně vznikl velkoformátový obraz Bitva u Orše zachycující boj mezi spojenými vojsky Velkoknížectví litevského a Polského království s vojskem Moskevského knížectví u vitebského města Orša (8. září 1514). Obraz, původně připisovaný dílně Lukase Cranacha staršího, je dnes považován za dílo Hanse Krella. Z tohoto obrazu pochází i předpokládaný Krellův (auto)portrét, který podporuje názor, že autor obrazu byl přímým účastníkem bitvy.

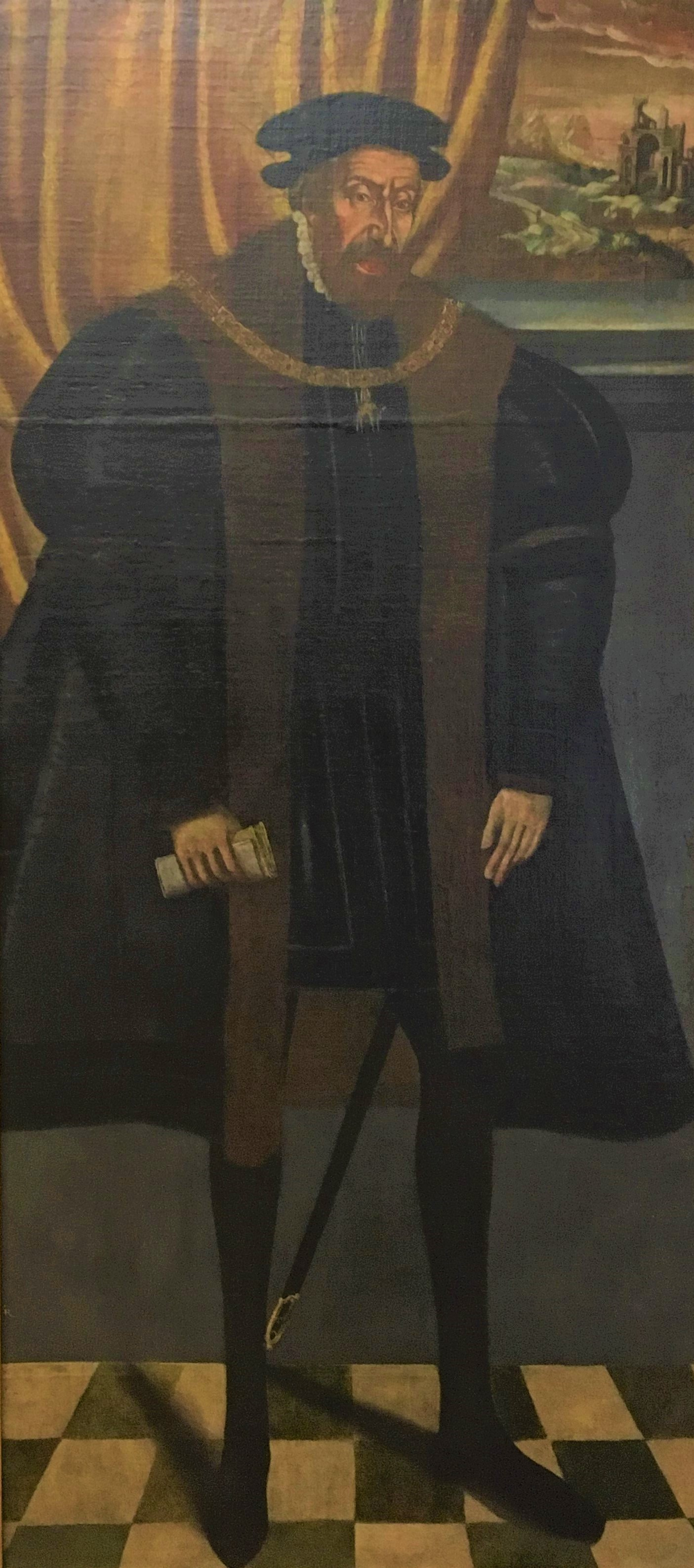
Obraz Císař Ferdinand I. Habsburský namaloval v pol. 16. století Hans Krell (Lobkowiczské sbírky, Pražský hrad)

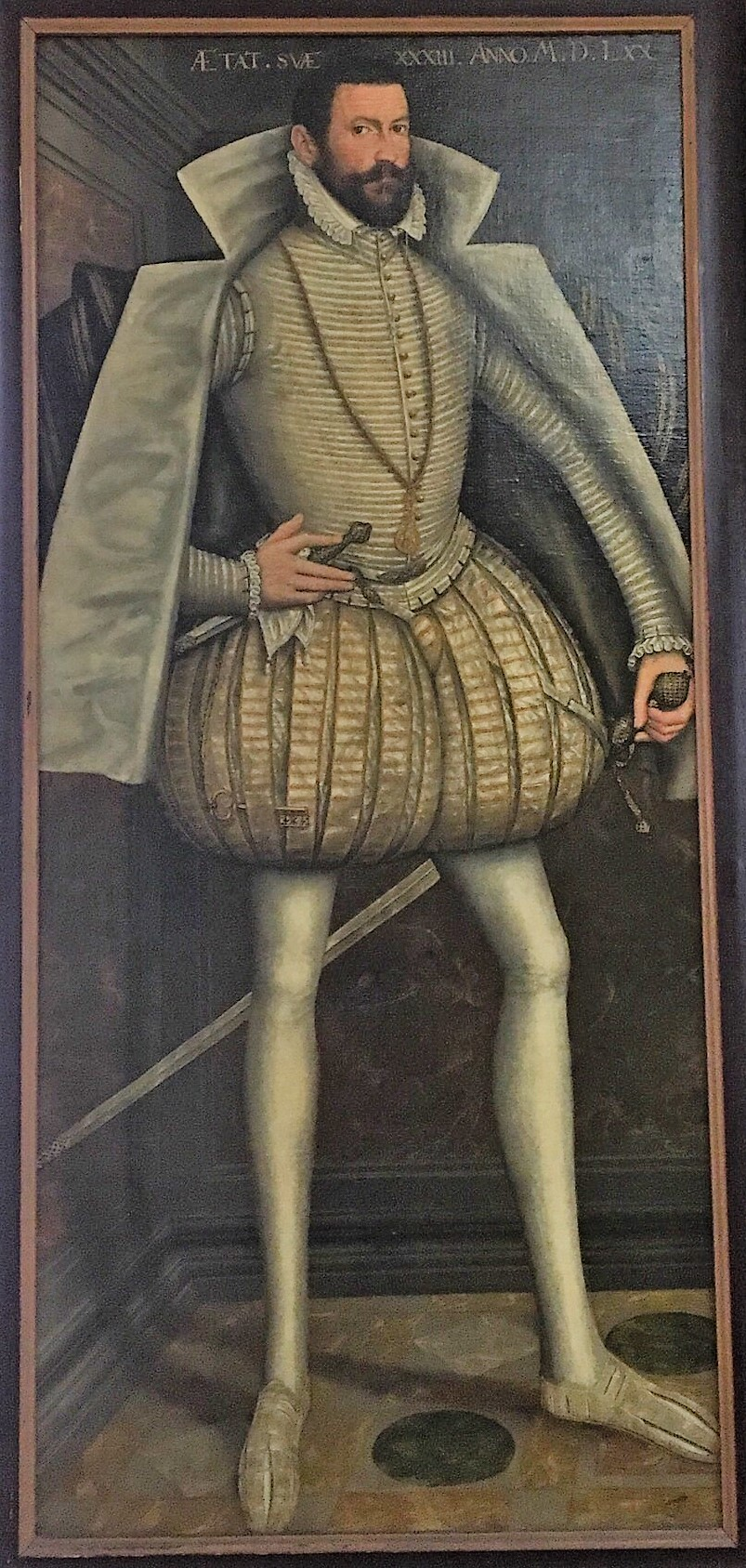
Obraz Ladislav III. z Lobkowicz ve věku 33 let namaloval Hans Krell roku 1570, Lobkowiczké sbírky, Pražský hrad)

Po smrti Ludvíka Jagellonského (1526) byl následujícího roku českým králem zvolen Ferdinand I. Habsburský (1503-1564), manžel Ludvíkovy sestry Anny Jagellonské. V roce 1556 se Ferdinand I. stal i římským císařem. Asi v té době Hans Krell namaloval celofigurální portrét císaře. Obraz, který se nachází v Lobkowiczkých sbírkách, prošel náročnou restaurací a vpravo nahoře zachycuje jeden z prvních pohledů na Prahu. Krell však v té době maloval i portréty vysoké šlechty, čehož dokladem je celofigurální portrét Ladislava III. z Lobkowicz (1537–1609). Byl 4. synem Jana Popela z Lobkowicz a bratrancem Zdeňka Vojtěcha, 1. knížete z Lobkowicz (1568–1628). Ladislav byl komorníkem císaře Ferdinanda I. Habsburského. S bratrem Jiřím se zúčastnil odboje proti císaři Rudolfovi II. a protože podporoval jeho bratra Matyáše (1557–1619), byl nucen emigrovat do Uher, kde v roce 1609 zemřel.

## Umělecko-historický význam díla Hanse Krella
Význam Hanse Krella (1490/95–1565 nebo 1586) nejlépe vyplyne srovnáním jeho portrétní tvorby s tvorbou jeho současníka Jacoba Seiseneggera (1505–1564). Zatímco Krell byl dvorním malířem Ludvíka Jagellonského, Seisenegger císaře Ferdinanda I. Habsburského. V obrazech Hanse Krella však nenacházíme Seiseneggerovo poučení na benátské, vlámské a později i na španělské portrétní tvorbě. Nepřekvapí proto, že Hans Krell používal na svých obrazech ještě „gotizující“ nápisy i po polovině 16. století (viz celofigurální portrét Ladislava III. z Lobkowicz). V porovnání se Seiseneggerem Krellovy postavy často působí strnule v minimalizovaném prostoru. Chybí zájem o detail a později i potřebná barevnost. Přes tyto výhrady Krellovy dynastické portréty mají nezastupitelnou dokumentační hodnotu o zobrazených osobách a to až do začátku 80. let 16. století, kdy je portrétní styl obou malířů překonán manýristickým pojetím dobového portrétu.